# Liste des diplômes de langue
Cette liste des diplômes de langue rassemble des diplômes et tests de langue étrangère administrés par des organismes de divers pays et bénéficiant d'une certaine reconnaissance ou notoriété.

## Allemand
- Diplômes allemands organisé par la Conférence permanente des ministres de l'éducation et des affaires culturelles des Länder :
  - Le Diplôme de langue allemande, premier niveau (DSD I)
  - Le Diplôme de langue allemande, deuxième niveau (DSD II)
- Diplômes allemands organisé par le Goethe-Institut[1] :
  - Zertifikat Deutsch (ZD)
  - Zertifikat Deutsch für den Beruf (ZDfB)
  - Prüfung Wirtschaftsdeutsch (PWD)
  - Goethe-Zertifikat A1 : fit in Deutsch
  - Goethe-Zertifikat A1 : Start in Deutsch
  - Goethe-Zertifikat A2 : Fit in Deutsch
  - Goethe-Zertifikat A2
  - Goethe-Zertifikat B1
  - Goethe-Zertifikat B2
  - Goethe-Zertifikat C1
  - Goethe-Zertifikat C2 : Großes Deutsches Sprachdiplom (GDS)
  - Goethe-Test Pro
  - Goethe-Test Pro Pflege
  - Zentrale Mittelstufenprüfung (ZMP)
  - Zentrale Oberstufenprüfung (ZOP)
  - Kleines Dt. Sprachdiplom (KDS)
  - Großes Dt. Sprachdiplom (GDS)

- Diplômes autrichiens Österreichisches Sprachdiplom Deutsch (OSD) :
  - Sprachkenntnisnachweis Deutsch (SKN)
  - KID 1 - Kompetenz in Deutsch 1
  - KID 2 - Kompetenz in Deutsch 2
  - A2 Grundstufe Deutsch (GD)
  - Zertifikat Deutsch (ZD)
  - Zertifikat Deutsch für Jugendliche (ZD j)
  - B2 Mittelstufe Deutsch (MD)
  - Mittelstufe Deutsch (MD)
  - C1 Oberstufe Deutsch (OD)
  - Wirtschaftssprache Deutsch (WD)

- Organisé par le Ministère français de l'éducation nationale :
  - Diplôme de compétence en langue (DCL)[2] ; il évalue du niveau A2 au niveau C1 du Cadre européen commun de référence pour les langues (CECRL)
  - Certificat de compétences en langues de l'enseignement supérieur (CLES) ; il évalue du niveau B1 au niveau C1 du Cadre européen commun de référence pour les langues (CECRL)
- Certification en langue PIPPLET, reconnue par la Commission Nationale de la Certification Professionnelle. Mesure des niveaux A1 à C2 en expression et compréhension, à l'oral et à l'écrit.
- LEVELTEL, évaluation certifiante du niveau de communication orale en contexte professionnel.

LeLanguageCert Test of English(LTE) est Organisés par PeopleCert(en partenariat avec le ministère de l'enseignement supérieur). Niveaux évalués : 
En dessous de A1 Pré-élémentaire
A1 Élémentaire
A2 Niveau Pré-Intermédiaire
B1 Utilisateur indépendant
B2 Avancé
C1 Expérimenté (niveau autonome)
C2 Expérimenté (niveau maîtrise)
(Source : Ministère de l’enseignement supérieur, de la recherche et de l’innovation (MESRI) - Direction générale de l’enseignement supérieur et de l’insertion professionnelle)

## Anglais
- Cambridge
  - A2 Key
  - B1 Preliminary
  - B2 First
  - C1 Advanced
  - C2 Proficiency
- International English Language Testing System (IELTS)
- International Legal English Certificate (ILEC)
- Test of English as a Foreign Language (TOEFL)
- Test of English for International Communication (TOEIC)
- London Tests of English
- Graduate Record Examination
- Graduate Management Admission Test

## Arabe
- Organisé par le Ministère français de l'éducation nationale :
  - Diplôme de compétence en langue (DCL)[2] ; il évalue du niveau A2 au niveau C1 du Cadre européen commun de référence pour les langues (CECRL)
- Certification en langue PIPPLET, reconnue par la Commission Nationale de la Certification Professionnelle. Mesure des niveaux A1 à C2 en expression et compréhension, à l'oral et à l'écrit.
- Certificat International de Maîtrise en Arabe (CIMA)[3], organisé par l'Institut du monde arabe depuis 2018 évalue les niveaux A1 à C2  au travers des 4 compétences: compréhension orale, compréhension écrite, production orale et production écrite.

## Breton
- Organisé par le Ministère français de l'éducation nationale :
  - Diplôme de compétence en langue (DCL)[2] ; il évalue du niveau A2 au niveau C1 du Cadre européen commun de référence pour les langues (CECRL)

## Catalan
- Certificat internacional de català, organisé par la Direcció General de Política Lingüística de la Generalitat de Catalunya (Departament de Cultura)

## Chinois
- Test d'évaluation de chinois ou HSK (汉语水平考试 Hànyǔ Shǔipíng Kǎoshì)
- Test of Chinese as a Foreign Language ((en) Test of Chinese as a Foreign Language)

- Organisé par le Ministère français de l'éducation nationale :
  - Diplôme de compétence en langue (DCL)[2] il évalue du A2 au C1  du Cadre européen commun de référence pour les langues (CECRL)

## Coréen
- Test of Proficiency in Korean ou TOPIK (한국어 능력 시험), organisé par le National Institute for International Education (국립국제교육원, NIIED)

## Espagnol
Organisé par l'institut Cervantes et l'université de Salamanque :
- DELE, niveau initial, intermédiaire et supérieur (le candidat doit choisir le type d'examen correspondant au niveau qu'il souhaite certifier)
- SIELE, jusqu'au niveau C1 (il existe un seul type d'examen décernant un des niveaux du CECR au candidat une fois l'examen passé)

Organisé par le Ministère français de l'éducation nationale :
- Diplôme de compétence en langue (DCL)[2] ; il évalue du niveau A2 au niveau C1 du Cadre européen commun de référence pour les langues (CECRL)
- Certificat de compétences en langues de l'enseignement supérieur (CLES) ; il évalue du niveau B1 au niveau C1 du Cadre européen commun de référence pour les langues (CECRL)
- Certification en langue PIPPLET, reconnue par la Commission Nationale de la Certification Professionnelle
- LEVELTEL, évaluation certifiante du niveau de communication orale en contexte professionnel

## Espéranto

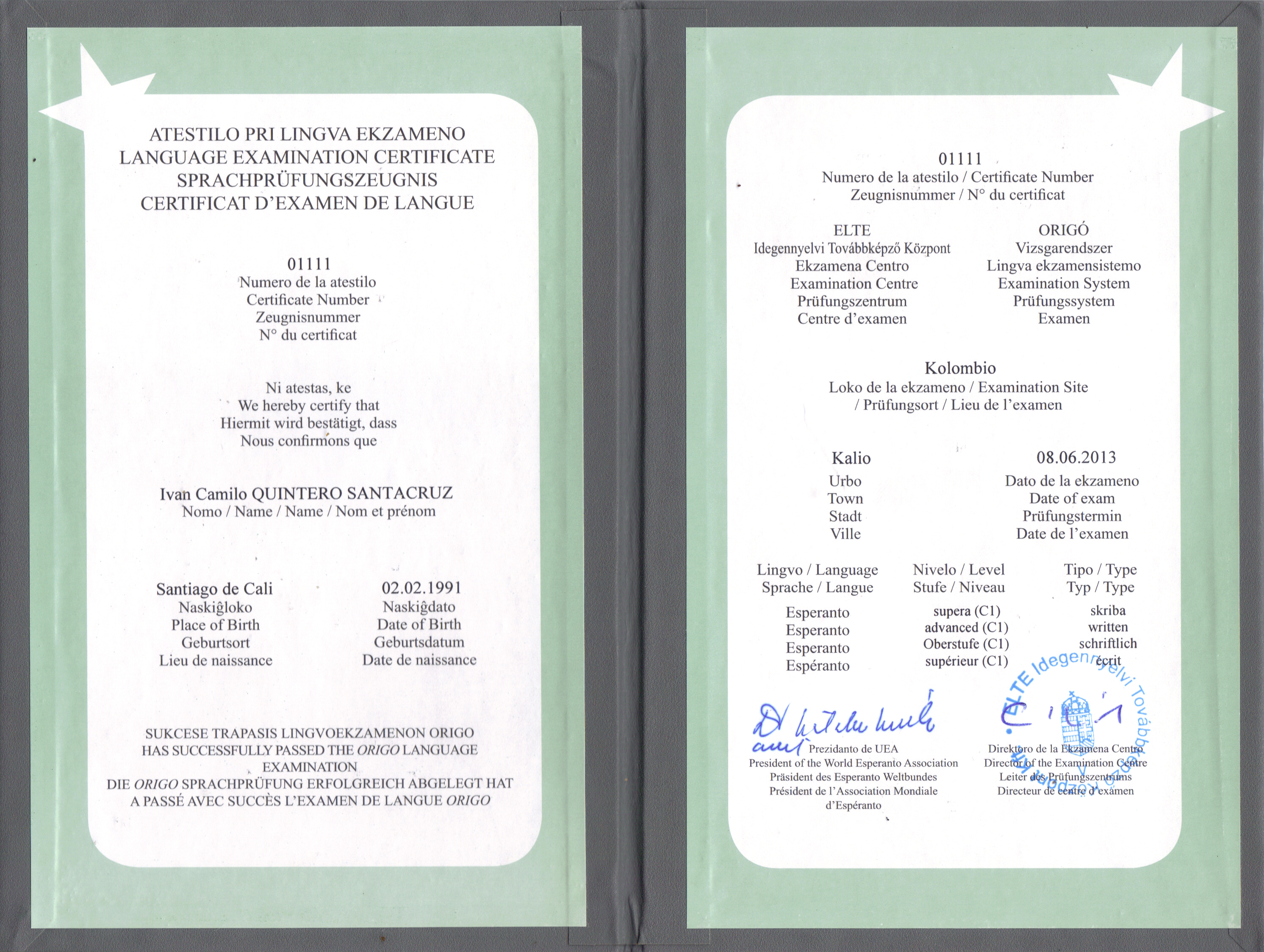
Attestation de réussite à l’examen d’espéranto pour le niveau C1

Examens internationaux organisés par l'institut des langues étrangères de l'université Eötvös Loránd de Budapest (ELTE-ITK) :
- Niveau B1 du CECR
- Niveau B2 du CECR
- Niveau C1 du CECR

Organisés par l'Institut français d'espéranto (Franca Esperanto-Instituto) :
- Atesto  pri Elementa Lernado (Certificat d’Études Élémentaires)
- Atesto pri Praktika Lernado (Certificat d’Études Pratiques)
- Atesto pri Supera Lernado (Certificat d'Études Supérieures)
- Atesto pri Kapableco (Certificat de Capacité) :
  - Pedagogio (Pédagogie)
  - Turismo kaj interpretado (Tourisme et interprétation)
  - Informado (Information)
  - Sciencoj kaj teknikoj (sciences et techniques) (nouvelle branche spécialisée)
- Diplomo pri altaj Esperantaj Studoj (Diplôme de Hautes Études d'Espéranto)

## Français
A1, A1.1, A1.2, A2, B1, B2, C1, C2 se rapportent aux niveaux du Cadre européen commun de référence pour les langues (CECRL)

### Organisé par le ministère français de l'Éducation nationale
- Diplôme de compétence en langue (DCL)[2] :
  - Diplôme de compétence en langue (DCL) en français langue étrangère ; il évalue du niveau A2 au niveau C1 du Cadre européen commun de référence pour les langues (CECRL)
  - Diplôme de compétence en langue (DCL) en français professionnel de premier niveau ; il évalue du niveau A1 au niveau A2 du Cadre européen commun de référence pour les langues (CECRL)

### Organisés par France Éducation international (ex-CIEP)
- Diplôme initial de langue française (DILF) destiné aux immigrants, A1.1
- Diplôme d'études en langue française (DELF), A1, A2, B1, B2
- Diplôme approfondi de langue française (DALF), C1, C2
- Test de connaissance du français (TCF)

### Organisés par laChambre de commerce et d'industrie de Paris
- Test d'évaluation de français (TEF)

- Nouveaux diplômes (depuis 2008) : diplômes de français professionnel
  - Diplôme de français langue professionnelle (DFLP) A1.2 / A2
  - DFP A2, B1
  - DFP français des affaires B2, C1, C2
  - DFP scientifique et technique B1
  - DFP tourisme et hôtellerie B1
  - DFP secrétariat B1, B2
  - DFP juridique B2
  - DFP médical B2

### Organisés par les centres universitaires membres de l'ADCUEF
- Certificat pratique d'études françaises : CPLF (B1)
- Diplôme d'études françaises : DEF (B2)
- Diplôme approfondi d'études françaises : DAEF (C1)
- Diplôme supérieur d'études françaises : DSEFP (C2)

### Organisés par le SELFEE Sorbonne Université
Certifications de langue, introduction à la littérature
- Certificat intermédiaire de langue française (B1)
- Certificat pratique de langue française (B2)

Certifications de langue, littérature et civilisation françaises
- Certificat pratique de langue française (C1)
- Diplôme de la langue et littérature françaises (C2)
- Diplôme supérieur d'études françaises (C3)*[4]

### Autres certifications
- Certification en langue PIPPLET, reconnue par la Commission Nationale de la Certification Professionnelle
- LEVELTEL, évaluation certifiante du niveau de communication orale en contexte professionnel

## Hongrois
Examens internationaux organisés par l'institut des langues étrangères de l'université Eötvös Loránd de Budapest (ELTE-ITK) :
- Niveau A2 du CECR
- Niveau B1 du CECR
- Niveau B2 du CECR
- Niveau C1 du CECR

## Italien
Organisés par l'université pour étrangers de Pérouse :
- Certificato di conoscenza della lingua italiana (CELI), niveaux 1 à 5
- CIC (Certificato di italiano commerciale), niveaux intermédiaire et avancé

Organisés par l'université de Sienne :
- CILS (Certificazione di Italiano come Lingua Straniera), niveaux A1, A2, 1, 2, 3, 4

Organisés par l'association Dante Alighieri
- PLIDA (Progetto Lingua Italiana Dante Alighieri), niveaux A1, A2, B1, B2, C1, C2

Organisé par le Ministère français de l'éducation nationale :
- Diplôme de compétence en langue (DCL)[2] ; il évalue du niveau A2 au niveau C1 du Cadre européen commun de référence pour les langues (CECRL)

Autre certifications
- Certification en langue PIPPLET, reconnue par la Commission Nationale de la Certification Professionnelle. Mesure des niveaux A1 à C2 en expression et compréhension, à l'oral et à l'écrit.
- Certificat de compétences en langues de l'enseignement supérieur (CLES) ; il évalue du niveau B1 au niveau C1 du Cadre européen commun de référence pour les langues (CECRL)
- LEVELTEL, évaluation certifiante du niveau de communication orale en contexte professionnel

## Japonais
- Test d'aptitude en japonais ou JLPT (日本語能力試験, Nihongo nōryoku shiken), niveaux N5 (le plus bas) à N1 (le plus élevé)
- Test japonais pour les études étrangères (日本留学試験, Nihon ryūgaku shiken), pour les candidats à des études dans une université japonaise.
- Kanken, 漢字検定 consacré aux kanjis, niveaux 10 (le plus bas) à 1 (le plus élevé)
- Certification en langue PIPPLET, reconnue par la Commission Nationale de la Certification Professionnelle. Mesure des niveaux A1 à C2 en expression et compréhension, à l'oral et à l'écrit.

## Langue des signes française
- Organisé par le Ministère français de l'éducation nationale :
  - Diplôme de compétence en langue (DCL)[2] ; il évalue du niveau A2 au niveau C1 du Cadre européen commun de référence pour les langues (CECRL)

## Néerlandais
- Certificaat Nederlands als Vreemde Taal (CNaVT), organisé par l'Université catholique de Louvain, avec le soutien de l'Union de la langue néerlandaise :
  - PTIT - Profil de compétence linguistique touristique et informel (A2)
  - PMT - Profil de compétence linguistique social (B1)
  - PPT - Profil de compétence linguistique professionnel (B2)
  - Educatief Startbekwaam (jusqu'à 2015 PTHO) - Profil de compétence linguistique pour l'enseignement supérieur (B2)
  - Educatief Professioneel (jusqu'à 2015 PAT) - Profil de compétence linguistique académique et professionnel (C1)

- Staatsexamen Nederlands als tweede taal (en), appelé aussi Staatsexamen NT2, organisé par le Dienst Uitvoering Onderwijs (DUO) pour le College voor Toetsen en Examens (CvE) ; il sanctionne les niveaux B1 et B2 uniquement et se déroule aux Pays-Bas exclusivement.

## Occitan
- Organisé par le Ministère français de l'éducation nationale :
  - Diplôme de compétence en langue (DCL)[2] ; il évalue du niveau A2 au niveau C1 du Cadre européen commun de référence pour les langues (CECRL)

## Portugais
- CELPE-Bras (Certificado de Proficiência em Língua Portuguesa para Estrangeiros, Certificat de compétence en portugais langue étrangère) [5].

- Organisé par le Ministère français de l'éducation nationale :
  - Diplôme de compétence en langue (DCL)[2] ; il évalue du niveau A2 au niveau C1 du Cadre européen commun de référence pour les langues (CECRL)
- Certification en langue PIPPLET, reconnue par la Commission Nationale de la Certification Professionnelle. Mesure des niveaux A1 à C2 en expression et compréhension, à l'oral et à l'écrit.

## Polonais
- Egzamin certyfikatowy z języka polskiego jako obcego (examen de certification de langue polonaise) [6]
  - poziom podstawowy (B1)
  - poziom średni (B2)
  - poziom zaawansowany (C2)

## Russe
- Тест по русскому языку как иностранному (ТРКИ) - test de russe langue étrangère (TRKI)[7]
  - Элементарный уровень (ТЭУ)/ A1 (élémentaire)
  - Базовый уровень (ТБУ)/ A2 (de base)
  - Первый уровень (ТРКИ-1)/ B1 (premier niveau)
  - Второй уровень (ТРКИ-2)/ B2 (second niveau)
  - Третий уровень (ТРКИ-3)/ C1 (troisième niveau)
  - Четвертый уровень (TРКИ-4)/ C2 (quatrième niveau)
- Тесты по русскому языку в деловом общении (Test de russe pour les affaires)

- Organisé par le Ministère français de l'éducation nationale :
  - Diplôme de compétence en langue (DCL)[2] ; il évalue du niveau A2 au niveau C1 du Cadre européen commun de référence pour les langues (CECRL)
  - Certificat de compétences en langues de l'enseignement supérieur (CLES) ; il évalue du niveau B1 au niveau C1 du Cadre européen commun de référence pour les langues (CECRL)
- Certification en langue PIPPLET, reconnue par la Commission Nationale de la Certification Professionnelle. Mesure des niveaux A1 à C2 en expression et compréhension, à l'oral et à l'écrit.

## Suédois
- Swedex, niveaux A2 et B1 du Cadre européen commun de référence pour les langues (CECRL)
- Test In Swedish for University Studies (TISUS)